# وست کیلبراید
وست کیلبراید (به انگلیسی: West Kilbride) یک روستا در اسکاتلند است که در ایرشر شمالی واقع شده‌است. وست کیلبراید ۴٬۳۹۳ نفر جمعیت دارد.